# 帝國 (1964年電影)
《帝國》（英語：Empire）是一齣由美國藝術家安迪·沃荷製作，於1964年首映的黑白无声电影，片長8小時5分鐘，內容僅為紐約市帝國大廈於8小時內的變化。沃荷製作此電影的目的就是製造一個觀賞性極低的電影，因此他禁止人們刪減電影情節。可是，一位意大利藝術家卻於2000年與安迪·沃荷博物館合製了此電影的60分鐘濃縮版本。沃荷指出，拍攝此電影的目的是讓觀眾「看著時間流逝」。
此電影的拍攝手法為長鏡頭，即一鏡到底。而沃荷早前亦製作了一齣與《帝國》同類的長鏡頭電影《睡覺》。在電影放映時，沃荷聘請了羅布·特萊恩斯作為放映員，但特萊恩斯在當時錯估和混合了卷盤的順序和速度。可是，《紐約時報》給予此電影正面的評價，因此致使沃荷繼續聘請特萊恩斯作為電影的放映員。

## 拍攝
此電影是於1962年7月25日下午8時06分至26日上午2時42分拍攝，拍攝地點為時代生活大廈41樓的洛克菲勒基金會辦工室。此電影是以每秒24幀的速度拍攝，但卻以每秒16幀的速度放映。因此，此電影原本長6小時36分鐘，在放映時被延長至8小時5分鐘。

## 電影內容
影片以一個全白的畫面開頭。隨著太陽下山，帝國大廈開始浮現。不久，帝國大廈的外牆開始亮起泛光燈來，並持續了其6½小時。6½小時後，泛光燈再次熄滅，使畫面幾乎全黑。此電影的導演為安迪·沃荷，而電影人約拿斯·梅卡斯則擔任了電影攝影師一職。電影在放映期間，放映員會三次更換卷盤。而在更換卷盤期間，沃荷和梅卡斯的面貌就會被投射至銀幕上。

## 放映
2005年，於倫敦皇家國家劇院的外牆上放映了整套《帝國》。此電影亦於2010年12月4日在北卡羅來納州教堂山的瓦西蒂劇院中放映。當時亦有來自北卡羅來納大學教堂山分校阿克蘭美術館和瓦西蒂劇院跨學科計劃的樂團為電影現場伴奏。

## 地位
於2004年，《帝國》被美國國會圖書館加入國家影片登記部的收藏電影中，全因其極高的文化、歷史與美學的價值，以及防止其電影卷盤絕跡的危機。於2007年，在線雜誌《神經》（Nerve）把《帝國》選為「史上十三個最偉大的長篇電影」（The Thirteen Greatest Long-Ass Movies of All Time）之一。

## 外部連結
- "Empire" AllMovie review
- Article on unauthorized release
- Moma article （页面存档备份，存于）
- Article on Empire （页面存档备份，存于）
- 互联网电影数据库（IMDb）上《帝國》的资料（英文）